# Расщепление эго
Расщепле́ние э́го (или просто расщепле́ние) — психологический процесс, относимый к механизмам психологической защиты, который можно коротко описать как мышление «в чёрно-белом цвете», иначе говоря в терминах крайностей: «хороший» или «плохой», «всемогущий» или «беспомощный» и др.

## Описание
Считается, что этот процесс происходит из раннего, довербального периода развития ребёнка, когда он ещё не может понять, что заботящиеся о нём люди обладают одновременно как хорошими, так и плохими для него качествами. Приписывание всему вокруг определённых валентностей позволяет ребёнку упорядочить, структурировать окружающий мир и легче в нём ориентироваться. Предполагается, что такой маленький ребёнок воспринимает свой опыт взаимодействия со взрослым не как опыт взаимодействия с единым и постоянным объектом, обладающим постоянным набором качеств, а как набор разнесённых во времени взаимодействий с как бы разными взрослыми: плохим и хорошим.
Взрослый человек обычно прибегает к этой защите тогда, когда у него не получается привести в единое целое свой разрозненный, противоречивый внутренний опыт. Однозначная характеризация людей или социальных групп — возможный пример применения этой защиты. Предположение о том, что есть конкретные «плохие» люди, олицетворяющие «зло» и, соответственно, восприятие себя как «хорошего» человека — обладает значительной привлекательностью для большинства людей. Защита собственной самооценки — одна из причин такой привлекательности.
Несмотря на очевидные искажения, вносимые в восприятие этой защитой, при использовании расщепления человек не перестаёт замечать «плохое», исходящее от того объекта, который он считает «хорошим» (и наоборот), как в случае идеализации или обесценивания. Вместо этого он, в зависимости от ситуации, мгновенно меняет своё представление об объекте на другую крайность так, будто бы меняются не представления, а сам объект. Именно это «расщепление» объекта на «только хорошего» и «только плохого» является главной характеристикой работы данной защиты. Например, сосед, разрешающий одолжить свою дрель, может восприниматься как очень хороший, чуткий человек. При этом тот же самый, но «вчерашний» сосед, устраивавший у себя ремонт, мог быть врагом № 1 — этот опыт игнорируется, словно бы не имеющий отношения к хорошему «сегодняшнему» соседу.
Интересным следствием активного применения этой защиты пациентами психиатрической больницы является зачастую вполне реальное «расщепление» персонала на противоборствующие группы, так как с одним и тем же пациентом у одной половины персонала могут быть самые дружественные отношения, а у другой — состояние постоянной войны.

## Связь с характеристиками личности
Активное применение расщепления в повседневной жизни часто считают симптомом, указывающим на пограничное состояние психики.